# مرمره ارغلیسی
مرمره ارغلیسی (به ترکی استانبولی: Marmaraereğlisi) شهری است در کشور ترکیه که در استان تکیرداغ واقع شده است. مساحت آن ۱۷۵ کیلومتر مربع است، و جمعیت آن در سال ۲۰۲۲ برابر با ۲۹٬۵۴۹ نفر بوده است.
ارغلی در ۳۰ کیلومتری شرق شهر تکیرداغ و ۹۰ کیلومتری غرب استانبول، در نزدیکی دماغه‌ای کوچک در ساحل شمالی دریای مرمره قرار دارد. نام آن «مارمارا ارغلی» (یا در زبان محاوره «مارمارا ارغلی» بدون فاصله) برای تمایز با دو شهر دیگر ترکیه به نام ارغلی است (که ریشه در نام یونانی هرکلیا دارد)، یکی در استان قونیه (ارغلی) و دیگری در منطقهٔ دریای سیاه (کارادنیز ارغلی).
شهر ارغلی و روستاهای پیرامون آن در تابستان‌ها و آخر هفته‌ها مورد استفادهٔ ساکنان موقتی و گردشگران قرار می‌گیرد. مردم برای تهیهٔ غذاهای آماده، خریدهای روزانه، استفاده از کافی‌نت‌ها و دیگر خدمات به این مناطق مراجعه می‌کنند. خودِ شهر ترکیبی از بلوک‌های بزرگ و مدرن و خانه‌های روستایی قدیمی است که بیشتر آن‌ها بدون طراحی معماری یا برنامه‌ریزی شهری مناسب ساخته شده‌اند. بندر کوچکی نیز در این منطقه وجود دارد. جمعیت شهر ارغلی از خانواده‌هایی تشکیل شده که نسل‌ها در منطقهٔ تراکیه زندگی کرده‌اند و نیز کارگران مهاجر تازه‌وارد.
گسلی بزرگ در امتداد این ساحل امتداد دارد و خانه‌های ویلایی منطقهٔ ارغلی در برابر زمین‌لرزه‌هایی که وقوع آن‌ها اجتناب‌ناپذیر است، آسیب‌پذیر هستند.

## اقتصاد
گذشته از گردشگری، ارغلی دو بندرگاه طبیعی و سه بندر کوچک دارد. شرکت گاز طبیعی بوتاش و شرکت توتال‌انرژیز پایانه‌های نفتکش در این منطقه دارند. مقادیر زیادی از فرآورده‌های نفتی از روسیه به این بندرها وارد می‌شود. تأسیسات ذخیره‌سازی گاز طبیعی مایع (LNG) با عنوان تأسیسات ذخیره‌سازی ال‌ان‌جی مارمارا ارغلی و نیز نیروگاه گازی یونیمار مارمارا ارغلی نیز در دماغهٔ ساحلی واقع در روستای سلطان‌کوی قرار دارند.

## تاریخچه
این شهر که در آغاز مستعمره‌ای از ساموس بود، با نام پرینتوس (یونانی: Πέρινθος) بنیان‌گذاری شد که در زبان انگلیسی معمولاً به‌صورت لاتینی‌شدهٔ Perinthus شناخته می‌شود. حدود سال ۳۰۰ میلادی، نام آن به هرکلیا (Ἡράκλεια) تغییر یافت. شهر به‌صورت آمفی‌تئاتری بر دامنهٔ تپه‌ای در دماغه‌ای رو به دریای مرمره ساخته شده بود، نزدیک به جایگاه کنونی شهر جدید. بندر آن و جایگاهش در محل تلاقی چند مسیر دریایی، به آن اهمیت تجاری بخشیده بود. این شهر به‌خاطر مقاومت در برابر فیلیپ دوم مقدونی در سال ۳۴۰ پیش از میلاد شهرت یافت. شمار زیادی از سکه‌های آن باقی مانده که نشان‌دهندهٔ جشن‌هایی است که در آن‌جا برگزار می‌شده است.
طبق سنت‌های اولیهٔ مسیحی، هرکلیا در عصر رسولان تبدیل به اسقف‌نشین شد. این شهر به‌عنوان مرکز استان‌های روم در استان اروپا، مقر اسقف متروپولیتن همهٔ اسقف‌نشین‌های این استان بود، از جمله بیزانتیوم که در سال ۳۳۰ به قسطنطنیه بدل شد. بعدها، ژوستینیان یکم، امپراتور بیزانس، قنات‌ها و کاخ آن را بازسازی کرد. کرسی قسطنطنیه به‌زودی بر هرکلیا برتری یافت، با این حال، هرکلیا در Notitia Episcopatuum منسوب به پسودو-اپیفانیوس به‌عنوان دارندهٔ پنج اسقف‌نشین تابع شناخته شده است: Panium، گالیپولی، Chersonesus in Europa, Coela و Rhaedestus. فهرستی از قرن دهم میلادی که به لئوی ششم نسبت داده می‌شود، ۱۵ اسقف تابع و فهرستی دیگر از سال‌های ۱۰۲۲ تا ۱۰۲۵، ۱۷ اسقف تابع را نشان می‌دهد. با پیشروی‌های امپراتوری عثمانی، شمار اسقف‌نشین‌های تابع به‌شدت کاهش یافت. در اوایل قرن بیستم، هنوز دو اسقف تابع وجود داشت. امروز، هرکلیا فقط یک کرسی تشریفاتی به نام «متروپولیس ارشد و اکسارشیای تراکیه» در پاتریارک‌نشین جهانی قسطنطنیه به‌شمار می‌رود. در قرن سیزدهم میلادی، اسقف‌نشین‌هایی لاتین از هرکلیا وجود داشتند. امروزه کلیسای کاتولیک آن را به‌عنوان یک کرسی تشریفاتی با نام "Heraclea in Europa" در فهرست خود دارد.

## ارغلی قدیم
در گزارش سفرش در سال ۱۸۱۵، ادوارد دانیل کلارک نوشت که با وجود نام روستا یعنی «اسکی ارغلی» (به‌معنای ارغلی یا هرکلیای قدیم)، در آن‌جا آثار باستانی چندانی نیافت. روستای یادشده که امروزه «گوموش‌یاکا» نام دارد و در بخش سیلیوری قرار گرفته است، محلی بود که او امید داشت نشانه‌هایی از گذشتهٔ کهن آن بیابد، اما به او گفته شد که شهری باستانی کهن، در واقع همان روستای ساحلی «بیوک ارغلی» (ارغلی بزرگ یا هرکلیای بزرگ) است که دو ساعت، یا حدود ۶ مایل، از آن‌جا فاصله دارد.
اسکی ارغلی در واقع با شهر و اسقف‌نشین باستانی داونیوم مطابقت دارد. این اسقف‌نشین نخستین‌بار در سدهٔ دهم میلادی در فهرست یادشده از دورهٔ لئوی ششم خردمند ذکر شده است. اسقف آن به نام توماس در شورای دوم نیقیه در سال ۷۸۷ میلادی و اسقف دیگر به نام کلمنس در شورای قسطنطنیه (۸۷۹) که زیر نظر فوتیوس اول برگزار شد، حضور داشتند. مانند هرکلیا، داونیوم نیز در دوران امپراتوری لاتین قسطنطنیه (۱۲۰۴–۱۲۶۱) اسقف لاتین داشت. امروزه داونیوم دیگر کرسی اسقفی ساکن نیست و کلیسای کاتولیک آن را به‌عنوان یک کرسی تشریفاتی در فهرست خود ثبت کرده است.

## محله‌ها
در بخش مارمارا ارغلی ۱۰ محله وجود دارد:
- باغچلی‌اِولر
- جدیدعلی‌پاشا
- چشمه‌لی
- دره‌آغزی
- کَمَره‌دره
- مصطفی کمال پاشا
- سلطان‌کوی
- ترکمن‌لی
- یعقوب‌لو
- ینی‌چیفتلیک

## مراکز گردشگری
ارغلی شهری کوچک و در زمستان آرام است. این منطقه دارای خط ساحلی بلند و دریایی است که آب آن به اندازه‌ای پاک است که برای شنا مناسب تلقی می‌شود (و این در مورد بسیاری از مناطق دریای مرمره صادق نیست). سواحل اطراف ارغلی مملو از هتل‌ها و مجتمع‌های ویلایی است که مردم استانبول برای استراحت تابستانی به آن‌جا می‌آیند. ارغلی تنها یک ساعت با استانبول فاصله دارد و در عصرهای یکشنبهٔ تابستانی، جادهٔ بازگشت پر از خودروهای آخرهفته‌ای‌هاست.
مجتمع‌های ویلایی، پیچ‌وخم‌هایی از خیابان‌های کوچک هستند که با ویلاها یا آپارتمان‌های تعطیلاتی پر شده‌اند و به‌سوی دریا امتداد می‌یابند. برخی از این مجتمع‌ها دارای کافه و رستوران‌های ساحلی هستند که گاه برای عموم نیز باز هستند. در برخی نقاط، سواحل عمومی نیز وجود دارد، هرچند در تعطیلات آخر هفته تابستان بسیار شلوغ هستند، و مسیرهایی برای دوچرخه‌سواری کودکان فراهم است. این خانه‌ها بیشتر محیطی خانوادگی دارند و همهٔ مجتمع‌ها دارای امکانات شب‌زنده‌داری نیستند.